# CROSS POWER CAST
CROSS POWER CAST（クロス・パワー・キャスト）は、CROSS FMで放送されていたラジオ番組。通称「パワキャス」。放送期間は2006年4月3日 - 2008年9月30日。天神岩田屋新館にある局のサテライトスタジオ「天神きらめき通りスタジオ」からの公開生放送。

## 概要
- 2006年3月31日までこの時間に放送されていた「CROSS Transfer 9/3」「AIR MAGAZINE」「TENJIN APRES-MIDI」の3枠を統合し、さらに「CROSS SUPER SUNDAY」（スパサン）の日中パート（2006年春の放送時間縮小で消滅）のエッセンスを加える形でスタート。
- 2007年4月1日、放送時間・ナビゲーター・コーナーなど、リニューアルを行った。
- NTT DoCoMo九州と協力し、FOMAの動画配信サービス「Vライブ」で生放送中のスタジオの様子を配信する試みも行っていた。
- 2007年3月30日まで、放送開始の3分ほど前からスタジオ内の声を収録し、「パワキャス・ダイアリー」としてポッドキャスティング配信していた。

### スパサンとの関係
- 2006年4月3日-2007年3月30日の放送では、以下の理由より、スパサンの兄弟番組の色が強かった。
  - 前番組担当ナビゲーターのうち、八木徹（2006年春からはYAGI RADIO担当）、信川竜太（同じく信川スポーツ担当）、植原史子（Rapid Transfer担当）の3人は別枠に移った
  - スパサンのナビゲーターであるモーリーとナオトが参加していた
  - スパサン日中パートからスタイルを変えて引き継いだコーナーがあった
  - 番組内のジングルがよく似ていた
- 2007年4月2日のリニューアルで、以下のように兄弟番組の色は薄まった。
  - ナオトが別枠（B2B RADIO）に移った
  - スパサン日中パート発のコーナー『13th ANNIVERSARY QUIZ「どんな問題?」』が終了した

## 放送時間
- 2006年4月3日 - 2007年3月30日:月曜 - 金曜 10:30 - 15:30
- 2007年4月2日 - 2008年3月28日:月曜 - 木曜 11:00 - 15:00、金曜 11:00 - 15:00（CROSS POWER CAST FRIDAY EDITIONとして放送）
  - 短縮される時間には、10:30 - 11:00に『HELLO RADIO』(9:00 - 11:00)が、15:00 - 15:30に曜日代わりの番組がスタート（#関連項目の前後の番組参照）。
- 2008年3月31日 - 2008年9月30日:月曜 - 木曜 11:00 - 15:00

## ナビゲーター
- 栗田善太郎（月曜～木曜）
2006年4月がCROSS FMでの初ナビゲーターであった。
- 立山律子（月曜、水曜）
「AIR MAGAZINE」より引き続き担当。
- ルーシー（火曜、木曜）
「CROSS Transfer 9/3」より引き続き担当。
風貌に似合わずオヤジギャグマニアである。
- 熊谷弥/神代恭子（金曜）
2人が交代で隔週で登場。
2人ともCROSS FMでの初ナビゲートとなる。

### 過去のナビゲーター
- モーリー（-2008年2月、金曜）
不祥事のため契約解除された。モーリー (ラジオパーソナリティ)#略歴参照。

### 2007年3月までのナビゲーター
☆マークで記すナビゲーターは、この番組がCROSS FMでのデビュー番組であった。
青リンクになっているナビゲーターに関しては当該項目を参照。
- モーリー（月曜）
- ルーシー（月曜、金曜）
- ☆Crazy Funky TOMY（火曜）
福岡で長年活躍するクラブDJ。
この番組の後、『CINEMA CAFE』を担当。
- ☆しらいえこ（火曜）
- 立山律子（水曜、木曜）
- ☆栗田善太郎（水曜）
- ☆祐也（木曜）
大阪府出身のダンサー。
モーリー、ナオトの事務所の後輩である。
かつて同局に出演していた「YUYA」とは別人。
この番組の後、『CROSS SUPER SUNDAY』を担当。
- ナオト（金曜）

## 主なコーナー
※以下は番組終了時のコーナー。
- あなたはドッチ？（11時台）
二択の質問を発表し、自分はどちらか、なぜそれを選んだかについてメッセージをリスナーから募集するコーナー。
- クイズ！5人に聞きました！（12時台）
スタッフがある質問について街頭でインタビューを収録し、5人目の回答者は何を答えたかをリスナーが4択から答えるコーナー。
- ゲストコーナー（12:30-）
キャンペーンで来福するアーティストなどがほぼ毎日ゲストとして登場している。
サテライトスタジオであるためよくファンも集まっているが、大物になってくると周辺の警備の関係で登場までシークレットという形が取られる他、アーティストによっては事前録音にしたり、生出演でもスタジオのブラインドを閉めるなどして非公開にして行われることもある（同局の他の番組でも同様の措置がとられる）。
- SNAP SHOT（13:50-）
タイ国政府観光庁がスポンサー。
タイの話題や豆知識、また普段なかなかラジオでは聴けないタイのヒット曲などを送る。
コーナー自体はこの枠で90年代後半から続く長寿企画。
- パワコレ（14:10-）
ナビゲーター3人が曜日代わりでおすすめの映画やグッズなどを紹介。

## 終了したコーナー
- 13th ANNIVERSARY QUIZ「どんな問題?」
クイズコーナー。ものまね当てクイズ、イントロクイズ、なぞなぞを出題。
プレゼントはアーティストグッズの組み合わせ「パワキャスセット」。
原型はスパサンにスタート時からあった「○○th ANNIVERSARY QUIZ」。
「13th」は局が開局13年であることにちなむ。
- Heart to heart
クロスクラブカードがスポンサー。
心理テストを出題し、リスナーに電話をつなげてリスナーに回答してもらってリスナーとナビゲーターの深層心理を探るコーナー。
前番組「TENJIN APRES-MIDI」にもクロスクラブカードがスポンサーになっていたコーナー「HAPPY STYLE A to Z」があり、毎週金曜日は心理テストだった。
- 明るい家族計画（月・水・金）
リスナーから「おもろい悩み」を募集してナビゲーターが解決するコーナー。
月曜日はモーリー扮するモリ子、水曜日は栗田善太郎扮するくりぜん和尚が登場。
- 祐也の小部屋（木）
祐也が一人で進行するコーナー。
リスナーからのフリーメッセージを紹介する。
- ミュージックランキング（金）
以前スパサンで放送されていたものと同じ内容。
過去のオリコンシングルチャートを紹介。
- 昼下がりの奥さん いらっしゃ～い
パワキャスを聴きながらまったりと午後のひとときを過ごしている奥様と電話を繋ぎ、世間話や危ない話のサイコロトークで盛り上がる。
プレゼントは「パワキャス昼下がりセット」。
原型はスパサンで放送されていたイントロクイズ「夕暮れ時のカップルさん いらっしゃ～い」であり、曜日、時間を考慮して奥様向けにモデルチェンジした。